# Insulin glargin
Insulin glargin je rekombinantni analog ljudskog insulina proizveden pomoću specializovane laboratorijske vrste bakterija Escherichia coli (K12). On je analog ljudskog insulina u kome je asparagine u poziciji A21 zamenjen glicinom i dodata su dva arginina na C-terminusu (u pozicijama B31 i 32) B-lanca. Rezultujući protein je rastvoran na pH 4 i formira mikroprecipitate na fiziološkom pH 7.4. Male količine insulin glargina se sporo oslovađaju iz mikroprecipitata što daje leku dugo vreme dejstva (do 24 sata) i odsustvo izraženog pika koncentracije.

## Literatura
- Hardman JG, Limbird LE, Gilman AG (2001). Goodman & Gilman's The Pharmacological Basis of Therapeutics (10. изд.). New York: McGraw-Hill. ISBN 0071354697. doi:10.1036/0071422803.
- Thomas L. Lemke; David A. Williams, ур. (2007). Foye's Principles of Medicinal Chemistry (6. изд.). Baltimore: Lippincott Willams & Wilkins. ISBN 0781768799.

## Spoljašnje veze
|  | Molimo Vas, obratite pažnju na važno upozorenje u vezi sa temama iz oblasti medicine (zdravlja). |